# National Semiconductor SC/MP

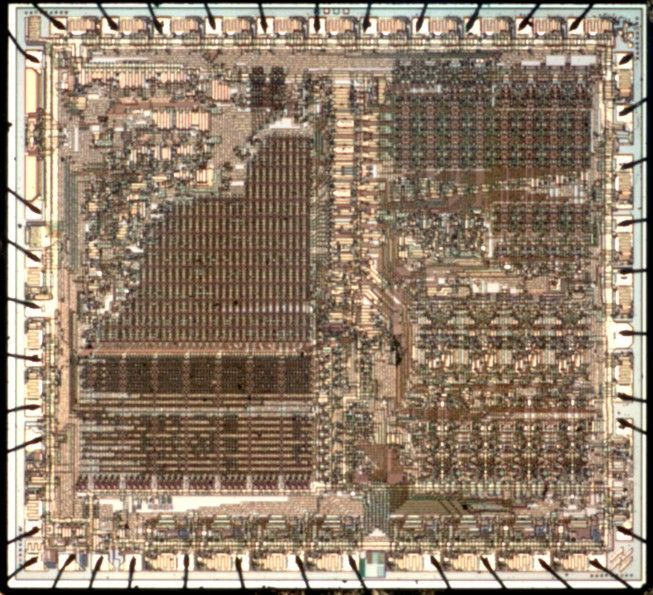
Puce du SC/MP en technologie PMOS (ISP-8A/500)

Le National Semiconductor SC/MP (pour Single Chip MicroProcessor, prononcé « scamp ») est l'un des premiers microprocesseurs, disponible dès 1974.

## Appellation
Ce microprocesseur a été baptisé Single Chip Microprocessor, microprocesseur en un seul boîtier, par opposition à des microprocesseurs de l'époque qui nécessitaient plusieurs composants électroniques pour obtenir un fonctionnement identique.

## Caractéristiques
- Bus d'adresses : 16 bits
- Bus de données : 8 bits
- Registres :
  - Accumulateur (A)
  - Extension (E)
  - Registre d'état (S)
  - Compteur programme (P0)
  - Registre de pointage (P1,P2,P3)